# Trippie Redd
Майкл Ламар Уайт IV (англ. Michael Lamar White IV; род. 18 июня 1999, Кантон, Огайо, США), более известный под псевдонимом Trippie Redd (рус. Три́ппи Рэдд) — американский рэпер и певец. Известен своими песнями «Love Scars», «Dark Knight Dummo» и «Poles 1469». Первые две были сертифицированы платиновой сертификацией RIAA, а последняя — золотой. Его пять студийных альбомов Life’s a Trip (2018), ! (2019), Pegasus (2020), Trip at Knight (2021) и Mansion Musik (2023) вошли в пятёрку Billboard 200, а четвёртый микстейп A Love Letter to You 4 (2019) возглавил этот чарт.

## Биография

### Ранние годы
Майкл Уайт родился 18 июня 1999 в городе Кантон, штат Огайо. Отец Майкла находился в тюрьме во время его рождения. Майк вырос в Кантоне, хотя он несколько раз переезжал в Колумбус, штат Огайо. Интерес Уайта к музыке начался, когда его мать включала Ашанти, Бейонсе, Тупака и Наса, когда Майк взрослел, это привело к тому, что он позже слушал таких исполнителей как T-Pain, KISS, Gucci Mane, Marilyn Manson и Lil Wayne. Сам Уайт начал исполнять рэп после того, как его вдохновил Тэвион Уильямс, который использовал псевдоним Lil Tae. Уильямс позже умер в автокатастрофе. Уайт начал серьёзно относиться к своей музыкальной карьере и начал записывать музыку, выпустив песни «Sub-Zero» и «New Ferrari» в 2014 году, но позже он удалил эти песни.
Уайт был также участником уличной банды Bloods, и учился в средней школе в Кантоне. Он описывал себя во время средней школы как «одиночка», который был «всегда популярен». После окончания школы он переехал в Атланту, где встретил рэпера Lil Wop. Он помог Уайту начать работу с профессиональной студией звукозаписи, где он начал работать с самим Lil Wop вместе с Kodie Shane и записал три проекта под названием « Awakening My Inner Beast», «Beast Mode» и «Rock the World Trippie». В конце концов Майк подписал контракт с лейблом Straingee Entertainment (теперь известный как Elliot Grainge Entertainment) и переехал в Лос-Анджелес.

### Карьера
Lil Wop помог Уайту начать работу в профессиональной студии звукозаписи. Они начали работать с Коди Шейн и записали три проекта: Awakening My Inner Beast, Beast Mode и Rock the World Trippie. В конце концов Уайт подписал контракт с лейблом Strainge Entertainment (ныне известный как Elliot Grainge Entertainment) и переехал в Лос-Анджелес.
В мае 2017 года Уайт выпустил свой дебютный микстейп A Love Letter to You с ведущим синглом «Love Scars», который в течение нескольких месяцев получил более 8 миллионов просмотров на YouTube и более 13 миллионов прослушиваний на SoundCloud. Майкл также поучаствовал в записи альбома XXXTentacion 17, записав с ним песню «Fuck Love», которая достигла 41-й строчки Billboard Hot 100.
6 октября 2017 года Уайт выпустил свой второй микстейп A Love Letter to You 2. Альбом дебютировал на 34-е место в Billboard 200. Позже в этом месяце Майк выпустил совместный EP с Lil Wop под названием Angels & Demons. 5-го декабря 2017 года Майк выпустил песню «Dark Knight Dummo», совместно с Трэвисом Скоттом. Песня достигла 72-й строчки в Billboard Hot 100, которая стала его первой записью в данном хит-параде в качестве ведущего исполнителя.
25 декабря 2017 года Уайт выпустил песню «TR666» на своей учётной записи в SoundCloud, совместно с Swae Lee. В интервью Billboard Уайт сказал, что его дебютный студийный альбом будет посвящён сотрудничеству с Лил Уэйном и Эрикой Баду.
10 августа 2018 года Майкл выпустил дебютный студийный альбом Life's a Trip. Альбом содержит гостевые участия от Дипло, Янг Тага, Reese Laflare, Трэвиса Скотта.
9 ноября 2018 года вышел третий микстейп в серии микстейпов «A Love Letter to You», A Love Letter to You 3.
24 июля 2019 года Уайт выпустил сингл «Mac 10» при участии американских рэперов Lil Baby и Lil Duke, он вошёл во второй студийный альбом !, выпущенный 9 августа 2019 года и дебютировавший на третьем месте в Billboard 200 США с 51 000 экземплярами.
22 ноября 2019 года вышел четвёртый коммерческий микстейп Майкла A Love Letter to You 4. На нём присутствуют гостевые участия от Lil Mosey, Juice WRLD, YNW Melly, YoungBoy Never Broke Again, DaBaby, PnB Rock и XXXTENTACION. 21 февраля 2020 года была выпущена делюкс-версия микстейпа.
15 мая 2020 года Уайт выпустил сингл «Excitement» при участии PartyNextDoor. 18 июня, когда ему исполнилось 21 год, вышла песня «Dreamer». 11 сентября он выпустил сингл «I Got You» при участии Басты Раймс. 7 октября он выпустил трек «Sleepy Hollow». 30 октября 2020 был выпущен третий студийный альбом Pegasus. Он содержит гостевые участия от PartyNextDoor, Криса Брауна, Rich the Kid, Янг Тага, Фьючера, Quavo, Lil Mosey, Басты Раймс, Шона Кингстона, Doe Boy, Лил Уэйна, HoodyBaby и Swae Lee.
20 августа 2021 был выпущен четвертый студийный альбом Trip at Knight. Он содержит гостевые участия от SoFaygo, Playboi Carti, Lil Uzi Vert, Ski Mask the Slump God, Lil Durk, Polo G, Juice WRLD, Babyface Ray, Icewear Vezzo, Sada Baby и XXXTentacion. 21 августа была выпущена полная версия пластинки, которая содержит сингл «Betrayal» при участии Дрейка.
21 декабря 2021 года Trippie Redd выпустил некоммерческий микстейп Hate Is Dead, состоящий из 8 ранее неизданных песен.
20 января 2023 года Уайт выпустил пятый студийный альбом Mansion Musik. Он содержит гостевые участия от Chief Keef, Фьючер, Juice WRLD, Ski Mask the Slump God, G Herbo, Трэвис Скотт и другие.

## Конфликты

### 6ix9ine
13 апреля 2017 года 6ix9ine принимал участие на песне Уайта «Poles1469», а в июле 2017 года на «Owee». После публикации в Твиттере, в которой утверждалось, что 6ix9ine был педофилом. 11 ноября 2017 года Уайт подвергся нападению в отеле Нью-Йорка и утверждал, что член команды 6ix9ine устроил на него засаду. Позже 6ix9ine намекнул на его причастность, сказав: «Я не знаю, что происходит, но у тебя подбородок в синяках. Ты не можешь просто здесь называть людей геями, братан. Нельзя поддерживать ложные обвинения, ты не можешь ругаться в прямом эфире, говоря о Нью-Йорке. К черту [о чём] эти чёрные говорят, о Нью-Йорке, о том, о Нью-Йорке, типа, ты просто не можешь этого сделать, братан Ты должен положить немного льда на этот подбородок, он в синяках. Мне плохо, брат … Я просто хочу, чтобы ты снова стал моим другом». В феврале 2018 года на 6ix9ine напали несколько мужчин за пределами аэропорта Лос-Анджелеса вскоре после спора с Уайтом в Instagram. Эрнандес и Trippie Redd продолжали обмениваться оскорблениями в социальных сетях в феврале и марте 2018 года.
В мае 2018 года 6ix9ine начал конфликт с рэперами Tado и Chief Keef обвиняя Tado в том, что он оскорблял рэпершу Cuban Doll за то, что та разговаривала с Эрнандесом. Уайт поддержал Tado и выпустил дисс-трек на 6ix9ine «I Kill People» при участии Tado и Chief Keef.
6ix9ine также обвинял Trippie Redd в сексуальных отношениях с несовершеннолетней рэпершей Даниэль Бреголи, также известной как Bhad Bhabie. Уайт и Бреголи отвергли обвинение, но последняя призналась, что они целовались в прошлом: «мы целовались, но это было не так серьёзно, и ему тогда было 17 лет».
17 сентября 2019 года 6ix9ine заявил в своих судебных показаниях, что Уайт был связан с бандой Five Nine Brims.

#### XXXTentacion
В октябре 2017 года в социальных сетях был показан отрывок из песни Дрейка «God’s Plan». Первоначально в песне Уайт поёт хук и дополнительный куплет. Рэпер из Флориды Джасей Онфрой, известный под своим сценическим псевдонимом XXXTentacion, был в дружеских отношениях и неоднократно сотрудничал с Trippie Redd, однако у него были проблемы с Дрейком, на фоне совместной песни Уайта с ним между рэперами возник конфликт. В марте 2018 года Онфрой «запретил» Уайту въезд во Флориду, пообещав напасть на него, если он попытается въехать в штат. XXXTentacion извинился перед Trippie Redd во время выступления в том же месяце.
После смерти XXXTentacion 18 июня 2018 года Уайт покрасил волосы в память об исполнителе и выпустил сингл «Ghost Busters» при участии Quavo, Ski Mask the Slump God и самого Онфроя в память о нём.

## Личная жизнь
В марте 2017 года Майкл заявил, что его состояние оценивается в 7 миллионов долларов и приступил к покупке дома для своей матери за 300 000 долларов. В начале 2017 начал встречаться с Александрией Гранде, более известная как AYLEK$. У Майкла есть две собаки: Bino и Reptar, обе собаки породы французский бульдог, а также кот канадский сфинкс. 2 сентября 2018 года Майкл и Александрия официально расстались. В 2018 году начал встречаться с рэп-исполнительницей Coi Leray. 21 сентября 2019 года пара рассталась.

## Проблемы с законом
Уайт был арестован в Cobb County в связи с нападением на рэпера FDM Grady в позднем мае 2018 года. По словам Grady, Уайт и рэпер Lil Wop оскорбили девушку Grady, что привело к угрозам оружием. Впоследствии, на Grady напало четверо людей, включая Уайта и Lil Wop. Уайта арестовывали по причинам избиения, публичных драк и других правонарушений. Спустя несколько недель в начале июня в Джорджии рэпер был задержан из-за обвинения в угрозах женщине огнестрельным оружием по утверждениям свидетелей.

## Дискография
Студийные альбомы
- Life’s a Trip (2018)
- ! (2019)
- Pegasus (2020)
- Trip at Knight (2021)
- Mansion Musik (2023)

Делюкс-альбомы
- Neon Shark Vs Pegasus (2021)

## Фильмография
| Год  |    | Русское название | Оригинальное название | Роль     |
| ---- | -- | ---------------- | --------------------- | -------- |
| 2020 | с  | Дейв             | Dave                  | Сам себя |
| 2021 | ф  |                  | Downfalls High        | Сам себя |
| 2022 | ф  | Доброго траура   | Good Mourning         | Сам себя |
| 2022 | ки | Saints Row       | Saints Row            | Сам себя |